# Paraglobivalvulinoides
Paraglobivalvulinoides es un género de foraminífero bentónico de la Subfamilia Biseriammininae, de la Familia Biseriamminidae, de la Superfamilia Palaeotextularioidea, del Suborden Fusulinina y del Orden Fusulinida. Su especie tipo es Paraglobivalvulina? septulifera. Su rango cronoestratigráfico abarca el Djulfiense superior, Dorashamiense o Changhsingiense (Pérmico inferior).

## Discusión
Clasificaciones más recientes incluyen Paraglobivalvulinoides en la Subfamilia Paraglobivalvulininae, de la Familia Globivalvulinidae, de la Superfamilia Globivalvulinoidea, del Suborden Endothyrina, del Orden Endothyrida, de la Subclase Fusulinana y de la Clase Fusulinata.

## Clasificación
Paraglobivalvulinoides incluye a la siguiente especie:
- Paraglobivalvulinoides septulifera †